# Luc Peters
Luc Peters (* 9. Oktober 1992 in Millingen am Rhein) ist ein niederländischer Dartspieler.

## Karriere
Luc Peters nahm zu Beginn seiner Karriere an diversen Turnieren der WDF und BDO teil. Er nahm am World Masters 2017 sowie am Qualifikationsturnier für die BDO World Darts Championship 2018 teil. 2019 erreichte er bei den Dutch Open das Achtelfinale, wo er mit 1:4 gegen Richard Veenstra ausschied. Beim Luxem Luxembourg Masters 2019 kam es bei seiner ersten Finalteilnahme erneut zum Aufeinandertreffen mit Veenstra, der erneut siegte. Wegen der COVID-19-Pandemie konnte Peters 2020, abgesehen von Online-Turnieren, an keinen weiteren Turnieren teilnehmen. Anfang 2021 startete er bei der PDC Qualifying School in Niedernhausen, wo er am dritten Tag das Finale erreichte. Jedoch unterlag er seinem Gegner Florian Hempel und verpasste über die Rangliste knapp eine Tourkarte. Allerdings qualifizierte er sich über diese für die UK Open 2021 und nahm als Nachrücker an einigen Turnieren der Players Championships 2021 teil. Bei den UK Open schied Peters bereits in der ersten Runde mit 3:6 gegen Lewis Williams aus. Des Weiteren konnte Peters auf der PDC Challenge Tour beim letzten Turnier 2021 gegen Kevin Blomme im Finale siegen.
2022 gewann er am dritten Tag der European Q-School eine Tour Card, die ihn berechtigt für die nächsten zwei Jahre auf der PDC Pro Tour teilzunehmen. Das Jahr begann daraufhin vielversprechend: Bei den UK Open 2022 zog Peters nach Siegen über Paul Marsh und Geert De Vos in die dritte Runde ein, in der er mit 2:6 Kim Huybrechts unterlag. Außerdem qualifizierte er sich für zwei Turniere der European Darts Tour, wo er allerdings kein Spiel für sich entschied. In der zweiten Jahreshälfte gelangen Peters jedoch kaum noch Erfolge, sodass er die Qualifikation für die Weltmeisterschaft klar verpasste.
Bei den UK Open 2023 startete Peters in Runde zwei, unterlag aber mit 0:3 gegen James Wilson. Insgesamt gewann Peters auf der Tour 2023 gerade mal sechs Spiele und muss somit seine Tour Card Ende 2023 wieder abgeben. Bei der Q-School 2024 nahm er daraufhin nicht teil.

## Titel

### PDC
- - PDC Challenge Tour
    - PDC European Challenge Tour 2021: 12